# Magirus-Deutz 6500 und 7500
Die Typen 6500 und 7500 sind zweiachsige LKW von Magirus-Deutz, die als 18-Tonnen-Zugmaschine und Fahrgestell mit längerem Radstand für verschiedene Aufbauten produziert wurden. Ein vorangestelltes S bedeutet Hinterradantrieb, ein A steht für Allradantrieb. Dabei sind die hinterradgetriebenen Modelle mit einer abgerundeten Motorhaube ausgestattet, die allradgetriebenen Modelle haben eine eckige Motorhaube. Die 7500er-Typen haben gegenüber den 6500er-Typen eine größere Zuladung.

## Technik
Die Typen 6500 und 7500 sind LKW mit Leiterrahmen und Starrachsen vorne und hinten. An der Hinterachse sind Zwillingsreifen montiert, an der Vorderachse sind die Fahrzeuge einfach bereift, alle Reifen haben die Größe 11-20. Die Achsen sind vorne und hinten jeweils mit zwei halbelliptischen längsliegenden Blattfedern gefedert, Stoßdämpfer gibt es nicht. Alle Fahrgestelle sind mit Linkslenkung ausgeliefert, die Lenkung ist eine Einfingerlenkung von ZF Friedrichshafen. Die Bremse hat Bremstrommeln mit druckluftbetätigten Innenbacken und 440 mm Durchmesser der Bauart Knorr oder Westinghouse, an allen vier Rädern.
Die Antriebskraft wird vom Motor über eine Einscheibenreibungstrockenkupplung des Typs Fichtel & Sachs LA 70 auf das Getriebe übertragen. Das mechanische Getriebe des Typs ZF AK 6-55 hat sechs Gänge und Klauenschaltung. Es ist fest mit dem Motor verbunden. Vom Getriebe wird die Kraft bei S-Typen auf die Hinterräder, bei A-Typen auf alle Räder übertragen. Die Höchstgeschwindigkeit das Wagens ist 71 oder 72 km/h.

### Motor

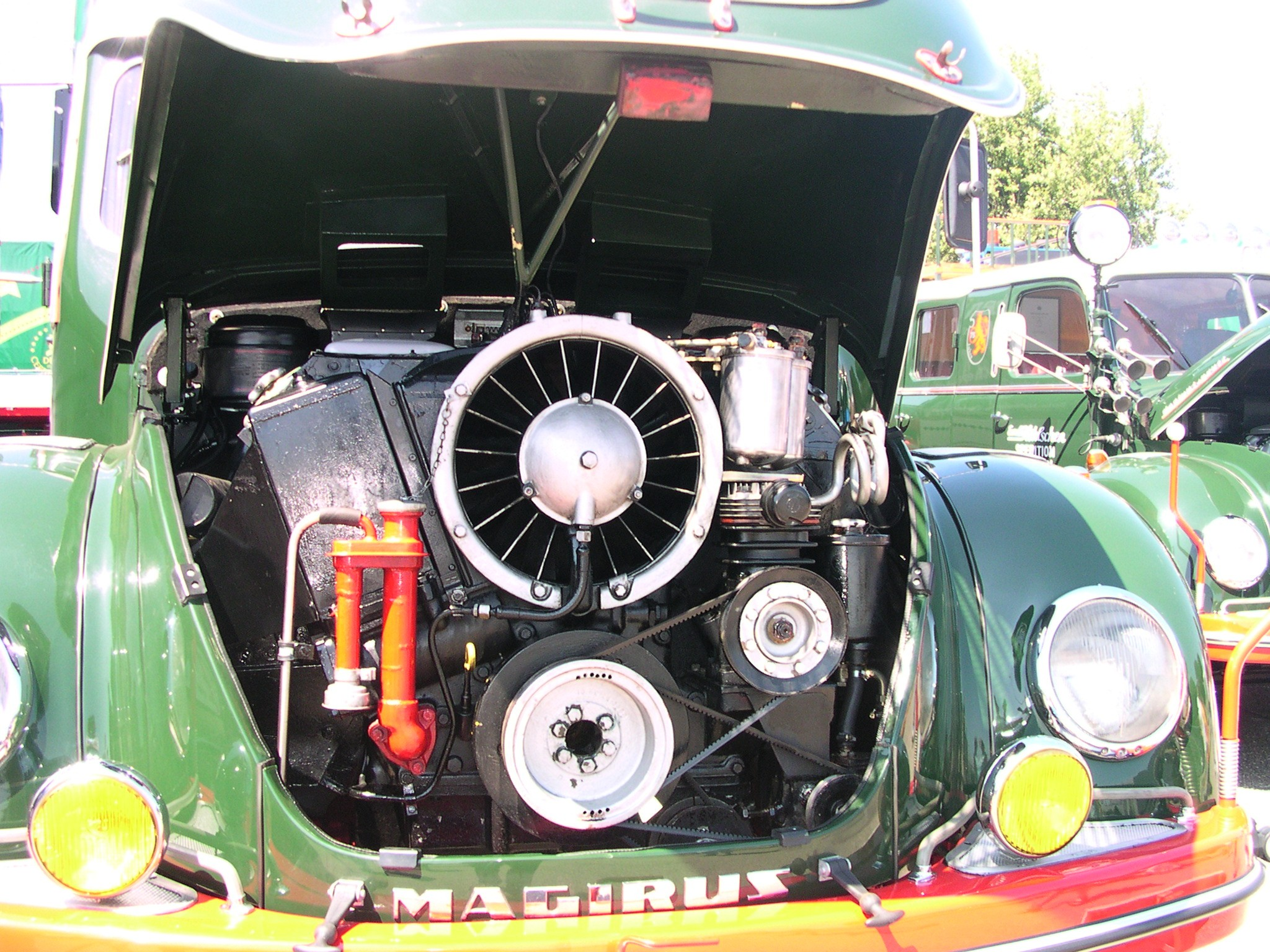
Motor

Der Motor ist ein Deutz F8L 614, ein luftgekühlter Viertakt-Dieselmotor mit acht Zylindern in V-Anordnung. Er hat zwei hängende Ventile pro Zylinder und indirekte Einspritzung mit Wirbelkammern. Der Hubraum von 10644 cm³ ergibt sich aus einer Bohrung von 110 mm und einem Hub von 140 mm. Der Motor leistet 125 kW bei 2300 min−1. Die Zylinder sind einzeln aus speziellem Gusseisen hergestellt und haben trockene Laufbuchsen. Pro Zylinder gibt es einen Zylinderkopf aus einer Leichtmetalllegierung. Die Kolben sind ebenfalls aus Leichtmetall gefertigt und haben drei Kompressions- und zwei Ölabstreifringe. Um die Kraft von den Kolben auf die Kurbelwelle zu übertragen, werden Stahlpleuel mit einem Doppel-T-Schaftquerschnitt verwendet, sie sind gleitgelagert. Das Kurbelgehäuse ist ein geteiltes Gusseisengehäuse mit Schmierölbohrungen. Die Ventile werden über Stößel, Stoßstangen und Kipphebel von einer untenliegenden Nockenwelle betätigt, die fünffach gelagert ist und über Stirnräder angetrieben wird. Der Motor ist druckumlaufgeschmiert, das Öl wird von einer Zahnradölpumpe gefördert und von einem Spaltfilter im Hauptstrom gereinigt. Die angesaugte Luft wird von einem Ölbadluftfilter mit Zyklon gefiltert und jedem Zylinder über ein Gruppensaugrohr je Zylinderbank zugeführt. Der Kraftstoff wird mit einem Zellfiltereinsatz gefiltert und von einer Kolbenpumpe aus dem 150 Liter fassenden Kraftstofftank zur Einspritzpumpe des Typs Bosch PE 8 A 75 gefördert, die ihn durch eine Einspritzdüse des Typs Bosch DNO SD 211 mit einem Einspritzdruck von 124 bar in die Wirbelkammer einspritzt.

## Technische Daten einiger Modelle
|                                 | S 6500                                           | A 7500                                           |                                   |                                                    | S 6500                                             | S 7500 |
| Motor                           | Motor                                            | Motor                                            | Maße, Gewichte und Füllmengen     | Maße, Gewichte und Füllmengen                      | Maße, Gewichte und Füllmengen                      |        |
| Motortyp                        | F8L 614                                          | F8L 614                                          | Kabine                            | Kurze Kabine                                       | Kurze Kabine                                       |        |
| Kühlung                         | Luftkühlung                                      | Luftkühlung                                      | Länge                             | 8020 mm                                            | 8000 mm                                            |        |
| Einspritzverfahren              | Wirbelkammereinspritzung, 124 bar Einspritzdruck | Wirbelkammereinspritzung, 124 bar Einspritzdruck | Breite                            | 2500 mm                                            | 2500 mm                                            |        |
| Bohrung × Hub                   | 110 × 140 mm                                     | 110 × 140 mm                                     | Höhe                              | 2340 mm                                            | 2350 mm                                            |        |
| Hubraum                         | 10644 cm³                                        | 10644 cm³                                        | Radstand                          | 4800 mm                                            | 4800 mm                                            |        |
| Nennleistung                    | 125 kW bei 2300 min−1                            | 125 kW bei 2300 min−1                            | Spurweite                         | vorn: 1930 mm hinten: 1780 mm                      | vorn: 1930 mm hinten: 1780 mm                      |        |
| Maximales Drehmoment            | 608 Nm bei 1200 min−1                            | 608 Nm bei 1200 min−1                            | Minimale Bodenfreiheit            | 265 mm                                             | 253 mm                                             |        |
| Niedrigster Kraftstoffverbrauch | 245 g/kWh                                        | 245 g/kWh                                        | Wendekreisdurchmesser             | 18500 mm                                           | 18500 mm                                           |        |
| Mittlerer Arbeitsdruck          | 6,13 bar                                         | 6,13 bar                                         | Überhang                          | vorn: 1255 mm hinten: 1965 mm                      | vorn: 1255 mm hinten: 1945 mm                      |        |
| Masse des Motors                | 850 kg                                           | 850 kg                                           | Masse des Fahrgestells            | 4600 kg                                            | 4600 kg                                            |        |
| Verdichtungsverhältnis          | 17,8:1                                           | 17,8:1                                           | Fahrgestelltragfähigkeit          | 8500 kg                                            | 9000 kg                                            |        |
| Zündfolge                       | 1-8-4-5-7-3-6-2                                  | 1-8-4-5-7-3-6-2                                  | Fahrzeugleergewicht               | 5950 kg                                            | 5950 kg                                            |        |
| Kraftübertragung                | Kraftübertragung                                 | Kraftübertragung                                 | Maximal zulässige Gesamtmasse     | 13100 kg                                           | 13600 kg                                           |        |
| Kupplung                        | Fichtel & Sachs LA 70                            | Fichtel & Sachs LA 70                            | Maximal zulässige Achslasten      | vorn: 4400 kg hinten: 9000 kg                      | vorn: 4600 kg hinten: 9200 kg                      |        |
| Kraftübertragung auf            | Hinterräder                                      | Alle Räder                                       | Nutzlast                          | 7150 kg                                            | 7650 kg                                            |        |
| Getriebe                        | ZF AK 6-55                                       | ZF AK 6-55                                       | Höchstgeschwindigkeit             | 72 km/h                                            | 71 km/h                                            |        |
| Getriebeübersetzungen           | Getriebeübersetzungen                            | Getriebeübersetzungen                            | Kraftstoffverbrauch               | 21,5 l/100 km bei 1920 min−1                       | 21,5 l/100 km bei 1940 min−1                       |        |
| 1. Gang                         | 6,63                                             | 6,63                                             | Ölverbrauch                       | 0,45 l/100 km bei 1920 min−1                       | 0,45 l/100 km bei 1940 min−1                       |        |
| 2. Gang                         | 3,88                                             | 3,88                                             | Füllmenge des Kraftstoffbehälters | 150 l                                              | 150 l                                              |        |
| 3. Gang                         | 2,43                                             | 2,43                                             | Füllmenge der Ölwanne             | min. 16 l / max. 20 l                              | min. 16 l / max. 20 l                              |        |
| 4. Gang                         | 1,55                                             | 1,55                                             | Füllmenge des Getriebegehäuses    | 6,5 l                                              | 6,5 l                                              |        |
| 5. Gang                         | 1,0                                              | 1,0                                              | Elektrische Anlage                | Elektrische Anlage                                 | Elektrische Anlage                                 |        |
| 6. Gang                         | 0,71                                             | 0,71                                             | Anlasser                          | Schubankeranlasser Bosch BPD 6/24, 24 V            | Schubankeranlasser Bosch BPD 6/24, 24 V            |        |
| R. Gang                         | 5,66                                             | 5,66                                             | Lichtmaschine                     | Bosch LJ/GK 300/12/1400 R1, 12 V, 300 W            | Bosch LJ/GK 300/12/1400 R1, 12 V, 300 W            |        |
| Schaltgetriebe zu Hinterrädern  | 8,88                                             | 8,88                                             | Energiespeicher                   | 2 × Bleisäureakkumulator, 135 Ah, unter Fahrersitz | 2 × Bleisäureakkumulator, 135 Ah, unter Fahrersitz |        |
| Verteilergetriebe               | –                                                | 1,128/1,515                                      | Glühkerze                         | Bosch oder Beru, 65 W                              | Bosch oder Beru, 65 W                              |        |

## Galerie

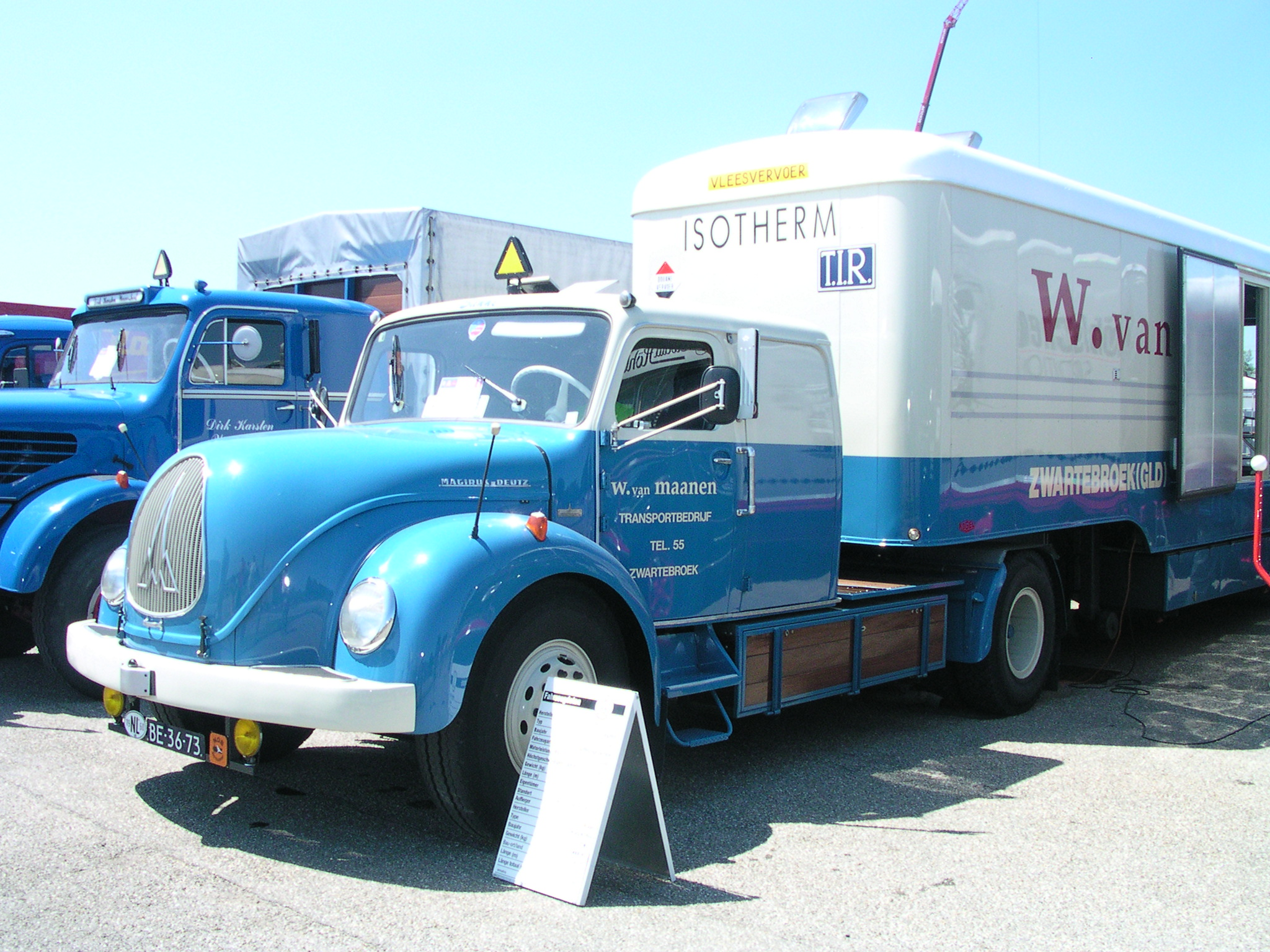
S 6500 als Zugmaschine
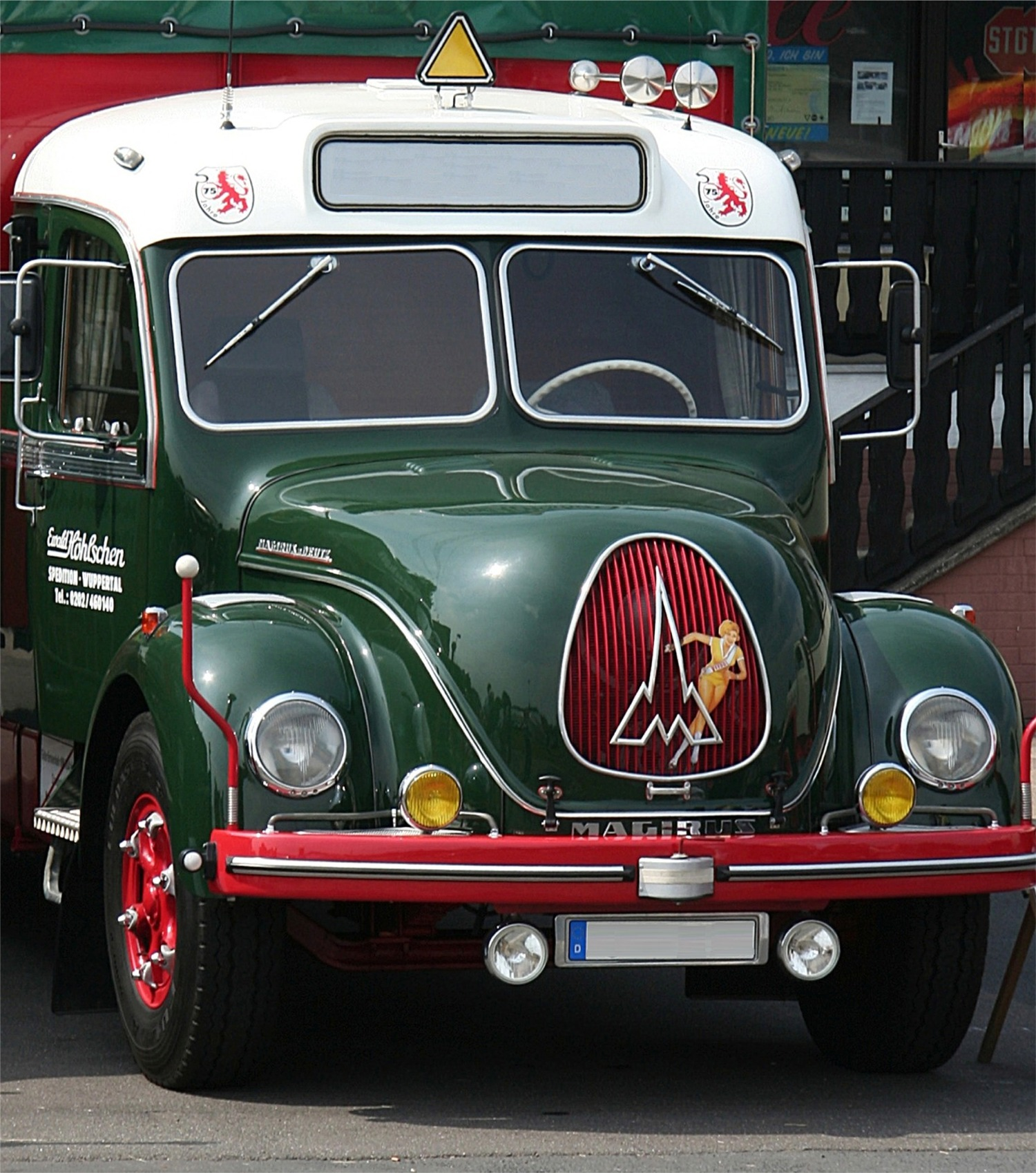
S 6500
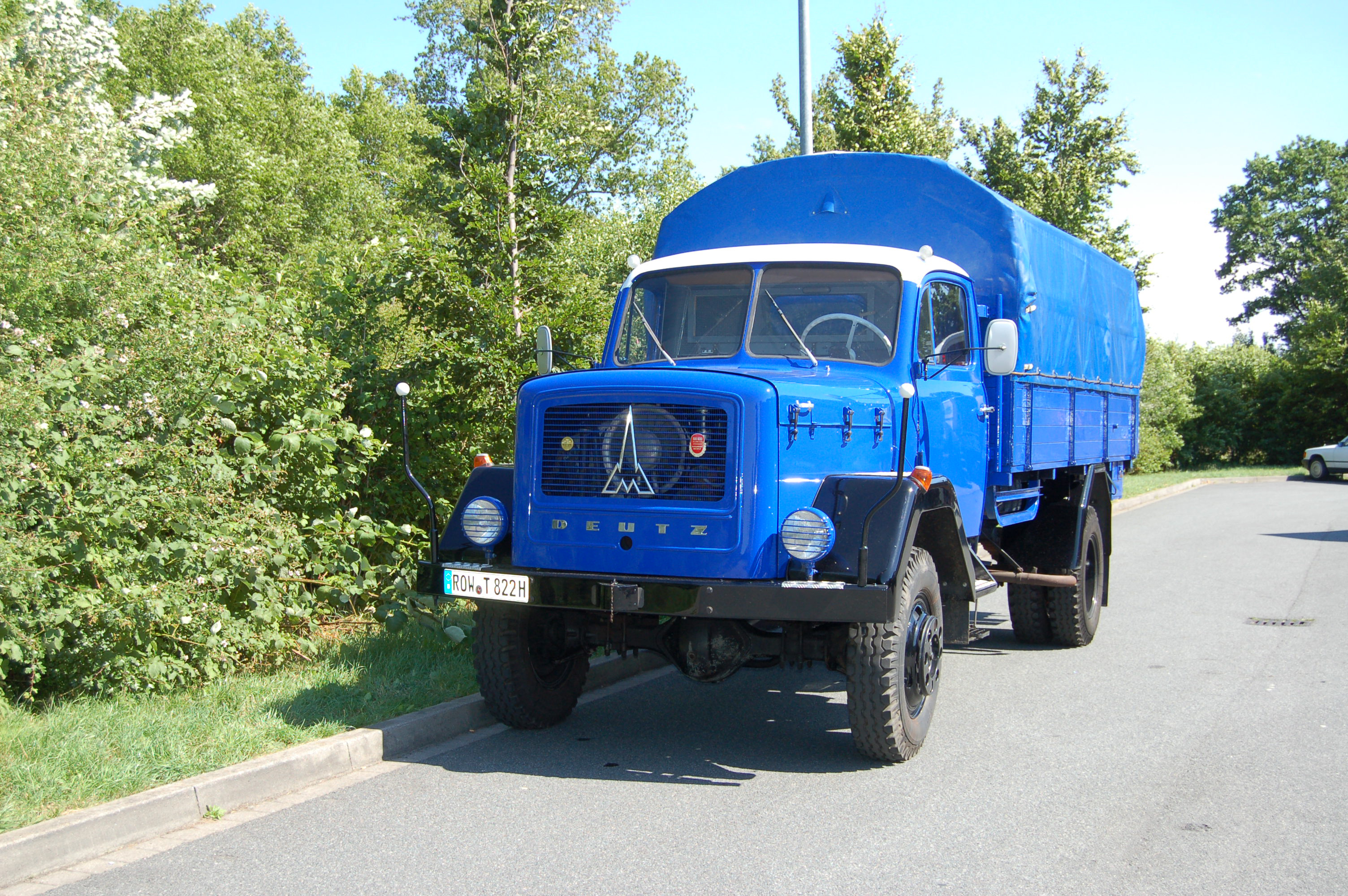
A 7500
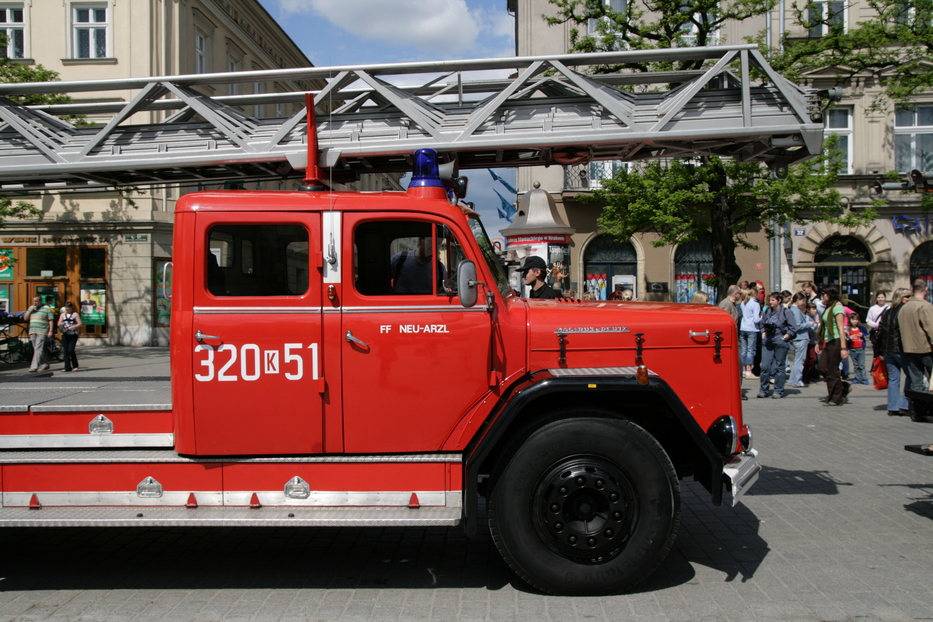
A 7500 von der Seite, mit Drehleiteraufbau